# Stigma kuldschaensis
Stigma kuldschaensis är en fjärilsart som beskrevs av Alphéraky 1883. Stigma kuldschaensis ingår i släktet Stigma och familjen mätare. Inga underarter finns listade i Catalogue of Life.